# Opperhoofd (titel)
Een opperhoofd was ten tijde van de Vereenigde Oostindische Compagnie (VOC) een bestuurder van een gebied of factorij. Ook Denemarken gebruikte de titel.
De functie was te vergelijken met die van commandeur, directeur of gouverneur; alleen was een opperhoofd lager in rang. De gemiddelde tijd dat een opperhoofd diende, was zo'n twee tot vier jaar. In het Japanse Deshima mocht een opperhoofd van de overheid aldaar langere tijd niet meer dan een jaar dienen. 
De functie diende ook als opstapje naar een hogere rang.
Er waren VOC-opperhoofden in onder andere Birma, Deshima, Siam, Timor en Tonquin. Ook de factorij Fort Lijdzaamheid die kortstondig in Mozambique gevestigd werd, had een opperhoofd. In Denemarken werd de titel gegeven aan de bestuurder van de Goudkust.